# Bredeshave
Bredeshave er dannet i 1782, som en avlsgård under Bækkeskov Gods. Gården ligger i Snesere Sogn i Næstved Kommune.
Bredeshave er på 25,4 hektar

## Ejere af Bredeshave
- (1782-1795) Otto Christopher von Munthe af Morgenstierne
- (1795-1802) Charles August Selby
- (1802-1805) Georg Johannes Røbye
- (1805-1810) Jens Ludvig Christensen
- (1810) Frederik von Raben-Huitfeldt
- (1810-1821) Christen Sørensen
- (1821-1828) Henrik Christian Valentiner
- (1828-1836) Christian Ulrik Valentiner
- (1836-1851) P. E. Bjørn
- (1851-1856) Joachim Nicolaj Nohr
- (1856-1860) J. G. H. Gutzon Münster
- (1860-1876) P. G. Gutzon Münster
- (1876-1902) C. E. H. Gutzon Münster
- (1902-1916) S. F. Gede
- (1916-1919) Christian Suenson
- (1919-1921) A. G. C. Jessen
- (1921-1924) J. Berntsen
- (1924-1928) E. V. Hoffmann
- (1928-1937) W. Kruse
- (1937-1961) Poul Fugmann
- (1961-1968) Flemming Andreas Milton Lerche
- (1968-1991) Ingeborg Bendix Fugmann Krog gift Lerche
- (1991-2006) Bredeshave Hovedgård ApS
- (2006-) Marjattas Støttetfond